# Tomopterna damarensis
Tomopterna damarensis es una especie  de anfibios de la familia Ranidae endémica de Namibia y sur de Angola.

## Distribución geográfica
Se encuentra en Namibia y Angola.  

## Descripción
El patrón de color dorsal consisten en manchas o pústulas oscuras grises o marrones sobre un color más pálido. No se observan líneas vertebrales o dorsoventrales como en otras especies del mismo género como T. cryptotis y T. tandyi. El párpado superior tiene 3 manchas oscuras con una mancha central extendida a lo largo de la frente. La textura de la piel dorsal y ventral es lisa o con pequeños, aleatorios y espaciados tubérculos.
Otras especies del género como Tomopterna tuberculosa difiere en el patrón de color y en el dorso con tubérculos desde escasos a muy abundantes y Tomopterna krugerensis tiene el patrón de colores similar y piel lisa parecida pero un tubérculo bifurcado subarticulado en el primer dedo.